# Río Guadalupejo
Río Guadalupejo är ett vattendrag i Spanien. Det ligger i den centrala delen av landet, 180 km sydväst om huvudstaden Madrid.